# Brooklyn (Connecticut)
Pour les articles homonymes, voir Brooklyn (homonymie).
Brooklyn est une ville américaine située dans le comté de Windham au Connecticut.
Brooklyn devient une municipalité en 1786. Elle doit son nom au ruisseau (brook) Quinebaug, qui lui sert de frontière (line) à l'est.

Selon le recensement de 2010, Brooklyn compte 8 210 habitants. La municipalité s'étend sur 29,24 milles carrés (75,73 km2), dont 29,09 milles carrés (75,34 km2) de terres.

## Démographie
| 1820  | 1850  | 1860  | 1870  | 1880  | 1890  |
| ----- | ----- | ----- | ----- | ----- | ----- |
| 1 254 | 1 514 | 2 136 | 2 354 | 2 308 | 2 628 |

| 1900  | 1910  | 1920  | 1930  | 1940  | 1950  |
| ----- | ----- | ----- | ----- | ----- | ----- |
| 2 358 | 1 858 | 1 655 | 2 250 | 2 403 | 2 652 |

| 1960  | 1970  | 1980  | 1990  | 2000  | 2010  |
| ----- | ----- | ----- | ----- | ----- | ----- |
| 3 312 | 4 965 | 5 691 | 6 681 | 7 173 | 8 210 |